# Ting Li-zsen
Ting Li-zsen (Ding Liren ( 丁立人, Ting Li-zsen), a nemzetközi szakirodalomban Ding Liren) (Vencsou (Wenzhou), Csöcsiang (Zhejiang), 1992. október 24. –) kínai sakkozó, nemzetközi nagymester (2009-től), a sakkozás 17. világbajnoka, kétszeres olimpiai bajnok, U10 és U12 korosztályos ifjúsági világbajnoki ezüstérmes (2002, 2004), U20 junior világbajnoki bronzérmes (2012), háromszoros kínai bajnok (2009, 2011, 2012).
A 2023-as sakkvilágbajnokságon legyőzte az orosz Jan Nyepomnyascsijt, ezzel ő lett a sakkozás 17. világbajnoka. A 2024-es sakkvilágbajnokságon elvesztette címét, miután a világbajnokság döntőjében vereséget szenvedett a 18 éves indiai Dommarázu Gukéstől.
Egyike annak a néhány sakkozónak, aki Élő-pontszámával átlépte a 2800-as határt.
A Nemzetközi Sakkszövetség (FIDE) 2023. májusra érvényes Élő-pontszámítása szerint játékereje 2789 pont, amellyel a világranglistán a 3. helyen állt. Legmagasabb értékszámát 2018. novemberben érte el 2816 ponttal. Legjobb világranglista-helyezése a 2021. novemberben elért 2. hely volt.
2015-től a világranglistán legelőkelőbben helyezett és minden idők legmagasabb Élő-pontszámával rendelkező kínai sakkozó.
A Pekingi Egyetem jogi karán folytatott tanulmányokat.

## Élete és sakkpályafutása
Négyéves korában tanult meg sakkozni. Egy évvel később már megnyerte az U6 korosztályos országos bajnokságot. Két évvel később az U10 korosztály versenyét nyerte meg, majd ég négy, összesen hat korosztályos kínai ifjúsági bajnoki címet szerzett.
2002-ben az U10 korosztályos ifjúsági sakkvilágbajnokságon a győztes Eltaj Safarlival holtversenyben végzett az első helyen, és csak pontértékeléssel került a második helyre. Ugyanígy járt 2004-ben az U12 ifjúsági sakkvilágbajnokságon, amikor honfitársa, Nan Csao előzte meg az 1. helyen jobb pontértékeléssel.
2009. októberben kapta meg a nemzetközi nagymesteri címet a 2009. évi Ázsia-bajnokságon, valamint a Kína-bajnokságon elért teljesítményeiért. 2008-ban jutott be először az országos felnőtt bajnokság döntőjébe. 2009-ben, 16 éves korában, minden idők legfiatalabbjaként nyerte meg először Kína felnőtt sakkbajnokságát, majd ezt az eredményét megismételte 2011-ben és 2012-ben is. 2014-ben holtversenyben végzett az első helyen, 2015-ben a második helyet szerezte meg.
2012-ben az U20 korosztályos junior sakkvilágbajnokságon a holtversenyben győztes, török színekben versenyző Alexander Ipatov és a magyar Rapport Richárd mögött a 3. helyet szerezte meg.

## Egyéni versenyeredményei

### Részvétele a világbajnokságokon
Először 2007-ben vehetett részt a sakkvilágbajnokság zónaversenyén Kínában, és holtversenyben a 2–3. helyen végzett, de pontértékeléssel nem jutott tovább a világkupa versenyére.
2011-es sakkvilágkupán a FIDE-elnök szabadkártyájával indulhatott, de az első fordulóban rájátszás után vereséget szenvedett a Fülöp-szigeteki csodagyerektől Wesley So-tól.
Élő-pontszáma alapján indulhatott a 2015-ös világkupa versenyen, ahol a 4. körben a kínai Vej Ji ütötte el a nyolc közé jutástól.
A 2017-es sakkvilágkupán a döntőbe jutott, és ott szenvedett vereséget Levon Aronjántól. Ezzel az eredményével bejutott a világbajnokjelöltek versenyébe, ahol a 4. helyet szerezte meg.
A 2019-es sakkvilágkupán ismét a döntőbe jutott, és ismét csak a 2. helyet szerezte meg, ezúttal Tejmur Radzsabov ütötte el a győzelemtől. Ezzel az eredményével azonban ismét bejutott a világbajnokjelöltek versenyébe, ahol az 5. helyen végzett.
A 2023-as sakkvilágbajnokságon a világbajnokjelöltek versenyébe legjobb Élő-pontszáma alapján jutott. A tornán a 2. helyet szerezte meg Jan Nyepomnyascsij mögött. Miután a regnáló világbajnok Magnus Carlsen lemondott címéről, ő mérkőzhetett meg Nyepomnyascsijjal. A világbajnoki döntőn az alapszakaszban elért 7–7-es döntetlen után a rájátszásban 2½–1½ arányban győzött, ezzel ő lett a sakkozás 17. világbajnoka.
A 2024-es sakkvilágbajnokságon elvesztette címét, miután a világbajnokság döntőjében 7,5–6,5 arányú vereséget szenvedett az indiai Dommarázu Gukéstől.

### Egyéb kiemelkedő versenyeredményei
- 2010: holtversenyes 3. helyezés a Florencio Campomanes emlékversenyen.[14]
- 2012: holtversenyes 3. helyezés a 3. Hainan Danzhou szupernagymester-versenyen.[15]
  - holtversenyes 2. helyezés a SPICE Cup versenyen Saint Louisban.[16]
- 2013: 1. helyezés a 4. Danzhou versenyen[17]
  - holtversenyes 2. helyezés a 19-es kategóriájú szupertornán Bielben[18]
- 2014: holtversenyes 3. helyezés Cappelle-de-Grandéban[19]
  - holtversenyes 1. helyezés az 5. Danzhou versenyen[20]
- 2015: holtversenyes 2. helyezés a 2740 átlag Élő-pontszámú Tata Steel szupertornán[21]
  - 3. helyezés a 17-es kategóriájú Hainan Danzhou versenyen[22]

## Eredményei csapatban

### Sakkolimpia
Tagja volt a 2012-ben 4. helyen végzett, valamint a 2014-ben aranyérmet nyert kínai válogatott csapatnak. Ez utóbbi olimpián egyéni teljesítményével bronzérmet szerzett. A 2018-as sakkolimpián a kínai csapat első táblásaként egyéniben és csapatban is aranyérmet szerzett.

### Sakkcsapat világbajnokság
Kína válogatottjával 2011-ben és 2013-ban ezüstérmet, 2015-ben aranyérmet szerzett a nemzeti sakkcsapatok világbajnokságán. Egyéniben 2013-ban bronz, 2015-ben ezüstérmet nyert.

### Ázsia csapatbajnoksága
Kína válogatottjával 2012-ben és 2014-ben aranyérmet szerzett Ázsia nemzeti válogatottjainak csapatbajnokságán. A csapatarany mellett egyéniben 2012-ben ezüst, 2014-ben aranyérmet nyert.

## Emlékezetes játszmája
|    | |    |    |    |    |    |    |
|    | \| \| \| \| \| \| \| \| \| \| \| \| \| \| \| \| \| \| \| \| \| \| \| \| \| \| \| \| \| \| \| \| \| \| \| \| \| \| \| \| \| \| \| \| \| \| \| \| \| \| \| \| \| \| \| \| \| \| \| \| \| \| \| \| \| \| \| \| \| \| \| \| |    |    |    |    |    |    |
|    | |    |    |    |    |    |    |
| a8 | b8 | c8 | d8 | e8 | f8 | g8 | h8 |
| a7 | b7 | c7 | d7 | e7 | f7 | g7 | h7 |
| a6 | b6 | c6 | d6 | e6 | f6 | g6 | h6 |
| a5 | b5 | c5 | d5 | e5 | f5 | g5 | h5 |
| a4 | b4 | c4 | d4 | e4 | f4 | g4 | h4 |
| a3 | b3 | c3 | d3 | e3 | f3 | g3 | h3 |
| a2 | b2 | c2 | d2 | e2 | f2 | g2 | h2 |
| a1 | b1 | c1 | d1 | e1 | f1 | g1 | h1 |

| a8 | b8 | c8 | d8 | e8 | f8 | g8 | h8 |
| a7 | b7 | c7 | d7 | e7 | f7 | g7 | h7 |
| a6 | b6 | c6 | d6 | e6 | f6 | g6 | h6 |
| a5 | b5 | c5 | d5 | e5 | f5 | g5 | h5 |
| a4 | b4 | c4 | d4 | e4 | f4 | g4 | h4 |
| a3 | b3 | c3 | d3 | e3 | f3 | g3 | h3 |
| a2 | b2 | c2 | d2 | e2 | f2 | g2 | h2 |
| a1 | b1 | c1 | d1 | e1 | f1 | g1 | h1 |

Ting Li-zsen–Levon Aronján Aljechin-emlékverseny, 2013. 1–0 (Félszláv védelem, meráni változat, ECO D45)
A játszma a legszebb kombinációért járó díjat kapta.
1. d4 d5 2. c4 c6 3. Hf3 Hf6 4. Hc3 a6 5. e3 e6 6. c5 Hbd7 7. b4 b6 8. Fb2 a5 9. a3 Fe7 10. Fd3 O-O 11. O-O Fa6 12. He1 Fc4 13. Fxc4 dxc4 14. Ve2 Bb8 15. Ba2 b5 16. e4 Bb7 17. Hc2 Hb8 18. Baa1 Vc8 19. Bad1 Bd8 20. Fc1 Ha6 21. Ff4 Bbd7 22. h3 He8 23. Ve3 Ff6 24. e5 Fe7 25. He4 Hac7 26. Hd6 Va8 27. Vg3 Hd5 28. He3 Hc3 29. Bde1 Fxd6 30. exd6 He4 31. Vh4 Hd2 (diagram) 32. Hd5 Hxf1 33. Hb6 Va7 34. Bxf1 Hf6 35. Fe5 Hd5 36. Hxd5 exd5 37. Fxg7 Kxg7 38. Vg5+ Kf8 39. Vf6 Kg8 40. Vg5+ Kf8 41. Vf6 Kg8 42. Be1 axb4 43. Be5 h6 44. Bh5 Vxa3 45. Vxh6 f6 46. Vxf6 sötét feladta 1-0 